# جيف شو
جيف شو (بالإنجليزية: Jeff Shaw)‏ هو سياسي أسترالي، ولد في 10 أكتوبر 1949 في سيدني في أستراليا، وتوفي في 11 مايو 2010 بسبب ذات الرئة. حزبياً، نشط في حزب العمال الأسترالي. وقد انتخب مندوب المؤتمر الدستوري الأسترالي 1998 عن دائرة نيوساوث ويلز وقد انضم خلال فترته النيابية (2 فبراير 1998 – 13 فبراير 1998)  للكتلة البرلمانية حكومة نيو ساوث ويلز ‏ وانتخب عضو المجلس التشريعي نيو ساوث ويلز.